# Mekényes
Mekényes là một thị trấn thuộc hạt Baranya, Hungary. Thị trấn này có diện tích 17,77 km², dân số năm 2010 là 280 người, mật độ 16 người/km².